# Insula locuită (film)
Insula locuită (în rusă Обитаемый остров) este un film SF rusesc în două părți, din 2008 și 2009. A fost regizat de Fiodor Bondarciuk, scenariul fiind bazat pe romanul omonim al fraților Arkadi și Boris Strugațki.

## Prezentare

### Insula locuită(2008)
Anul este 2157. Pilotul Grupului de Căutare Liberă, Maxim Kammerer, aterizează de urgență pe o planetă neexplorată, unde este capturat de aborigenul Zeph și predat autorităților. Sistemul social local seamănă cu o dictatură militaristă a secolului XX. Puterea aparține conducătorilor anonimi - Părinții Necunoscuți, ei ridică Turnuri în întreaga țară, pe care propaganda le numește anti-balistice. În drum spre capitală, Maxim vede cum unul dintre aceste Turnuri este aruncat în aer de niște "degenerați". Când Turnul cade, Maxime salvează viața caporalului Guy Gaal.
Când Maxim este dus la unul dintre Părinții Necunoscuți, Rătăcitorul, însoțitorul său, Fank, are o criză, iar Maxim este liber. Rătăcind prin oraș, se plimbă într-o cafenea, unde întâlnește o chelneriță, Rada, sora lui Guy. Escortând-o acasă, el intră într-o luptă cu o bandă de stradă. Maxim se mută la frații Gaal și se familiarizează cu credințele locuitorilor din Saraksh. El vede că mintea lui Rada și Guy a fost otrăvită de propagandă. Ei cred că Părinții Necunoscuți sunt salvatorii Patriei, care se află în inelul dușmanilor - foste colonii. De asemenea, ei cred că trăiesc pe suprafața interioară a unei planete goale.
Între timp, lupta pentru putere dintre Părinții Necunoscuți escaladează. În timpul unei confruntări, Rătăcitorul, la ordinul Tapei, îl împușcă pe unul dintre Părinții Necunoscuți, Blister, în timpul unei conferințe.
Guy aranjează ca Maxim să lucreze în Gardă, unde trebuie să prindă "degenerați" - opozanți ai regimului, care sunt recunoscuți prin convulsii regulate asemănătoare cu cele epileptice. În timpul interogatoriului celor arestați, Maxim vede că "degenerații" nu sunt mutanți sau agenți ai serviciilor de informații străine, ci oameni obișnuiți cu propriile idealuri. Maxim nu poate accepta cruzimea Gărzii, iar când este însărcinat cu executarea celor arestați, refuză. Apoi, căpitanul Gărzii Rittmeister Chachu îl împușcă pe Maxim de mai multe ori în piept. Maxim, datorită abilităților sale fizice uimitoare, supraviețuiește și ajunge la "degenerați", care îi spun că Turnurile sunt folosite de către Părinții Necunoscuți pentru a distruge degenerații. Împreună cu ei, el participă la distrugerea unui Turn, iar apoi caută refugiu în apartamentul lui Rada și Guy, dar este arestat.
„Părinții necunoscuți” discută despre război cu statul vecin Honti. Wanderer îl cere pe Maxim procurorului de stat poreclit Umnik (Inteligent). Procurorul, interesat de abilitățile lui Maxim (lipsa de reacție la radiația Turnurilor), decide să-l păstreze.
Maxim este trimis la granița de sud pentru muncă asiduă pentru a curăța teritoriul periculos de mecanismele militare rămase în urma războiului. Acolo îl vede din nou pe Zef, de asemenea un degenerat, și un alt revoluționar, Veper. Maxim află secretul principal: Turnurile sunt necesare nu pentru a distruge degenerații, ci pentru a controla mintea poporului. "Degenerații" când  sunt supuși la radiația turnurilor, aceasta le provoacă accese de durere. Cu toate acestea, Părinții Necunoscut ei înșiși sunt "degenerați". Rezistența ascunde scopul turnurilor, deoarece speră să nu le distrugă, ci să le folosească în scopuri proprii.
După ce preia controlul unui tanc automat, Maxim scapă din colonie. Pe drum, îl ia pe Guy, care între timp a fost retrogradat la serviciul de frontieră.

### Insula locuită 2: Bătălia(2009)
La începutul celui de-al doilea film, intriga primului este rezumată.
Luându-l pe Guy cu el, Maxim îi spune care este adevărul. Guy este convins că Maxim spune adevărul atunci când, la momentul potrivit, fiind în afara zonei de acțiune a Turnurilor, el nu mai simte acel val de entuziasm patriotic din cauza radiației. Ei se îndreaptă spre sud, spre un oraș distrus de războiul atomic, unde trăiesc mutanți. Maxim sugerează că aceștia să înceapă o rebeliune împotriva Țării Părinților, dar mutanții sunt prea slabi fizic și mental. Maxim discută, de asemenea, cu Vrăjitorul (un copil mutant cu abilități paranormale) dacă poate influența sistemul Țării Părinților și dacă ar trebui să facă acest lucru.
Maxim decide să formeze o alianță cu Imperiul Insular, o țară îndepărtată ale cărei submarine albe atacă uneori Țara Părinților. Împreună cu Guy, ei zboară acolo într-un bombardier donat de mutanți. În zbor, bombardierul ajunge accidental sub radiația turnurilor, iar Guy începe să-și exprime fanatic loialitatea față de Maxim, împiedicându-l să piloteze. Bombardierul lovește razant turnul, iar apoi este doborât de un sistem automat de apărare aeriană rămas din război. Bombardierul doborât cade în mare, Maxim și Guy reușesc să ajungă la țărm. Pe țărm, ei găsesc un submarin alb abandonat, iar în el - videoclipuri cu materiale oribile despre crime în masă, reflectând ideologia Imperiului Insular. Acum este clar pentru eroi că o alianță cu Imperiul este în afara discuției.
Între timp, procurorul de stat nu își pierde speranța de a-l determina pe Maxim să-și folosească abilitățile în propriile sale scopuri. Încearcă s-o convingă pe Rada Gaal să coopereze, dar ea refuză. Procurorul o întemnițează, dar oamenii lui Strannik aranjează o evadare pentru ea - Strannik  este la fel de interesat de Maxim ca și procurorul.
După ce au aflat la o stație de radio de pe submarin că Țara Părinților a început un război cu Honti, o fostă parte a unui Imperiu unificat, Maxim și Guy se predau unei patrule de coastă. La fel ca majoritatea prizonierilor, ei sunt trimiși pe front, unde se întâlnesc cu Zef și Veprem. În timpul bătăliei, Guy moare, salvându-l pe Maxim de Rittmeister Chachu, pe care el însuși îl ucide. După ce Fank aduce vorba de Rada, Maxim este de acord cu oferta lui Funk de a lucra la Institut sub îndrumarea misteriosului Strannik.
Războiul duce la înfrângerea Țării Părinților. Procurorul, care a fost un susținător al războiului, își dă seama că pentru aceasta Părinții trebuie să-l execute în câteva zile. Umnik (Inteligentul) îl contactează pe Maxim și raportează coordonatele Centrului, care controlează sistemul de turnuri. Maxim, folosindu-se de insensibilitatea sa la radiații și conexiunile cu rezistența, distruge Centrul și o salvează pe Rada.
Strannik care se întoarce începe să-l urmărească pe Maxim. În timpul luptei lor, se dezvăluie că Strannik este de fapt un pământean, Rudolf Sikorski, un lucrător galactic de securitate. Strannik / Rudolf îl acuză pe Maxim că a corupt un plan atent pregătit pentru a salva planeta Saraksh prin activitatea sa de amator și îi arată greșelile. Redresarea economică necesită decontaminarea aproape a întregului sol al planetei; altfel foametea și inflația se prefigurează în viitor. În plus, Imperiul Insular a pregătit o invazie majoră a Țării Părinților, care este dificil de oprit fără "radiația neagră" a turnurilor (radiații care provoacă depresie severă).
Maxim rămâne pe planetă. El afirmă că scopul său nu este de a permite nimănui să reconstruiască turnurile, chiar și cu cele mai bune intenții.

## Distribuție
„Părinții necunoscuți” folosesc porecle, dintre care majoritatea sunt termeni pentru diferite relații de familie.
- Vasiliy Stepanov - Maxim Kammerer (cu vocea lui Maksim Matveyev)
- Yuliya Snigir - Rada Gaal
- Pyotr Fyodorov - Guy Gaal
- Aleksei Serebryakov - Strannik alias Rudolf Sikorski
- Fyodor Bondarchuk - Procurorul de stat alias Umnik (Inteligent)
- Sergey Garmash - Zef
- Gosha Kutsenko - Veper
- Andrei Merzlikin - Fank
- Mikhail Yevlanov - Rittmeister Chachu
- Anna Mikhalkova - Ordi Tader
- Sergei Barkovsky - Nolle Renadu
- Aleksey Gorbunov - Shurin (Cumnat (fratele soției))
- Maksim Sukhanov - Tata (rusă Папа)
- Yuriy Tsurilo - „generalul”
- Aleksandr Feklistov - Dever (Cumnat (fratele soțului))
- Kirill Pirogov - Svyokor (Socrul (tatăl soțului))
- Evgeni Sidikhin - Teste (Socrul (tatăl soției))
- Sergei Mazayev - Voldyr
- Leonid Gromov - Gramenau
- Vasili Savinov - Lesnik
- Vyacheslav Razbegaev - Krysolov
- Dimash Akhimov - Behemoth
- Ignat Akrachkov - referent al procurorului
- Anton Eskin - Oreshnik

## Legături externe
- Insula locuită la Internet Movie Database

## Vezi și
- 2008 în științifico-fantastic